# Pterotaea newcombi
Pterotaea newcombi är en fjärilsart som beskrevs av Louis W. Swett 1914. Pterotaea newcombi ingår i släktet Pterotaea och familjen mätare. Inga underarter finns listade.